# Demetrio H. Brid
Demetrio Honorato Brid Lasso (21 de dezembro de 1859 — 27 de maio de 1917) foi um jornalista e escritor panamenho, considerado o primeiro presidente de facto da República do Panamá. Ele era um conservador.
Teve uma participação ativa nos eventos que levaram à independência do Panamá da Colômbia e na fundação da República do Panamá, em 1903. Como presidente do Conselho Municipal do Panamá, Demetrio Brid foi decisivo na convocação da corporação municipal na noite de 3 de novembro de 1903 para apoiar o movimento separatista e proclamar a independência. Sendo a mais alta autoridade no poder no território, em decorrência do surgimento de um governo de facto, ele designou, na tarde de 4 de novembro os três membros que conformariam um governo interino (Junta de Governo Provisório) para conduzir os assuntos da nova república.